# ایتابیریتو
ایتابیریتو (به پرتغالی: Itabirito) یک منطقهٔ مسکونی در برزیل است که در میناز ژرایس واقع شده‌است. ایتابیریتو ۵۲٬۴۴۶ نفر جمعیت دارد.